# Rumpler C.I
Rumpler C.I là kiểu máy bay trinh sát hai tầng cánh hai chỗ ngồi được Không quân đế quốc Đức (Luftstreitkräfte) sử dụng trong Chiến tranh thế giới thứ nhất. Đây là máy bay kiểu C đầu tiên của Đức trong cuộc chiến và là một trong những kiểu máy bay có thời gian hoạt động lâu nhất, từ năm 1915 cho đến tận đầu năm 1918.

## Thiết kế và hoạt động
Thiết kế của C.I vô cùng thành công, và kiểu máy bay này được sử dụng trên cả hai mặt trận Đông và Tây, Macedonia, Salonika và Palestine. Các mẫu thử nghiệm đầu tiên chỉ được trang bị một súng máy Parabellum MG14 nhưng về sau được trang bị thêm một khẩu Spandau đồng trục bên trái thân máy bay. Khi sử dụng trong vai trò máy bay ném bom hạng nhẹ, C.I có thể mang 100 kg bom.
Ngoài công ty mẹ là Bayerische Rumpler-Werke, Rumpler C.I còn được sản xuất bởi Germania Flugzeug-Werke, Märkische Flugzeug-Werke, Hannoversche Waggonfabrik và Albert Rinne Flugzeug-Werke. Các phiên bản mở rộng bao gồm C.Ia, sử dụng động cơ Argus As.III 180 mã lực thay vì Mercedes D.III, C.II, không hề có bằng chứng nào từng được sản xuất, 6B-1, thủy phi cơ một chỗ ngồi và một số chiếc C.I được sản xuất nhằm phục vụ huấn luyện với việc bỏ bớt khẩu súng đằng sau buồng lái và sử dụng động cơ Benz Bz.III 150 mã lực.
C.I tỏ ra vô cùng thích hợp cho công việc huấn luyện vì khả năng điều khiển bay dễ dàng giúp các phi công chưa có kinh nghiệm vẫn có thể bay được.

## Quốc gia sử dụng
- Đế quốc Đức
- Ba Lan

## Đặc điểm kĩ thuật (C.I)

### Đặc tính chung
- Đội bay: 2, phi công và quan sát viên
- Chiều dài: 7,85 m
- Sải cánh: 12,15 m
- Chiều cao: 3,05 m
- Diện tích cánh: 35.70 m²
- Trọng lượng không tải: kg
- Trọng lượng có tải: 1330 kg
- Động cơ: 1 động cơ Mercedes D.III làm mát bằng nước, 160 mã lực (120 kW)

### Đặc tính bay
- Tốc độ bay tối đa: 152 km/giờ
- Tầm bay: 4 giờ (thời gian bay)
- Trần bay: 5050 m (16.579 ft)

### Vũ khí
- 1 × súng máy 7.92 mm LMG 08/15 gắn cố định bắn hướng trước với bộ ngắt đặt bên trái thân máy bay (chỉ các máy bay về sau)
- 1 × súng máy 7.92 mm Parabellum MG14 trên vòng giá súng.
- 10 × 10 kg bom

### Máy bay tương tự
- Albatros C.I
- Royal Aircraft Factory R.E.8